# (10961) Buysballot
(10961) Buysballot (6809 P-L) – planetoida z grupy pasa głównego asteroid okrążająca Słońce w ciągu 3,3 lat w średniej odległości 2,22 j.a. Odkryta 24 września 1960 roku.